# Kwajalein
Het atol Kwajalein (Marshallees: Kuwajleen) is een deel van de Marshalleilanden (RMI) in de Stille Oceaan. Het zuidelijkste en grootste eiland in het atol wordt Kwajalein-eiland genoemd.
Kwajalein ligt in de Ralikketen, zo'n 2100 zeemijl (3900 km) ten zuidwesten van Honolulu (Hawaï) op 8°42' noorderbreedte en 167°44' oosterlengte.

## Geografisch
Kwajalein is een van 's werelds grootste koraalatollen, gemeten aan de wateroppervlakte die het omsluit. Bestaande uit 97 eilandjes heeft het 'land' maar een oppervlakte van 16,4 km². Binnen de eilandenring bevindt zich een van de grootste lagunes ter wereld, met een oppervlakte van 2.174 km².
Kwajalein is het zuidelijkste en grootste van alle eilanden in het atol Kwajalein. Het noordelijke en op een na grootste eiland is Roi-Namur. Kwajalein heeft circa 2.500 inwoners, het merendeel Amerikanen en een klein aantal Marshall-inlanders en andere nationaliteiten. Het eveneens van het atol deel uitmakende Ebeye telt zelfs ruim 15.000 inwoners op een oppervlakte van slechts 0,36 km² en is daarmee een van de dichtstbevolkte gebieden op aarde. De reden voor deze hoge bevolkingsdichtheid is het feit dat de Amerikaanse overheid eilanden evacueerde om ze voor militaire doelen te gebruiken, de evacués werden onder minimale leefomstandigheden op Ebeye 'gedumpt'. Nadien groeide de bevolking verder door natuurlijke aanwas en vrijwillige migratie van andere eilanden.
Vanaf de Tweede Wereldoorlog waren zowel de US Army als de US Navy aanwezig. De onderwaterfauna is er geweldig door het heldere zeewater waarin veel vissoorten voorkomen, zoals allerhande soorten koraalvissen, octopussen, barracuda's en murenen. Ook zijn er veel haaien aanwezig; voor duikers is voorzichtigheid geboden. Dankzij de gezonken scheepswrakken en vliegtuigen kunnen de vele soorten vissen hier schuilen en zich massaal voortplanten. De riffen op de zeebodem zijn bezaaid met vele koraalsoorten. Ook kan men enkele scheepswrakken opzoeken zoals het gewapende Japanse vrachtschip Asakaze Maru, een wrak van een LCM-landingsvaartuig en de gekapseisde Duitse zware kruiser 'Prinz Eugen', die sinds de 'Reagan'-raketproeven gekapseisd op de zeebodem ligt met kiel, roer en schroef boven water. De Duitse kruiser had voordien de atoomproeven bij de Bikini-eilanden overleefd.

## Tweede Wereldoorlog
In de Tweede Wereldoorlog werd er op Kwajalein hard gevochten. Eerst bezetten de Japanse troepen het eiland-atol in 1942. Vervolgens werd er een Amerikaans offensief uitgevoerd op 1 februari 1944. Kwajalein was toen het doelwit met de meeste geconcentreerde aanvalsbombardementen, die werden uitgevoerd tijdens de oorlog in de Grote Oceaan. 63 zware granaten van oorlogsschepen en grondartillerie vielen op de nabijgelegen eilanden en op Kwajalein zelf. Amerikaanse B-24-bommenwerpers bestookten de eilanden dagenlang totdat de Japanse legergroep murw geslagen was. Daarna vielen de Amerikaanse mariniers de eilanden aan. 373 Amerikaanse soldaten vonden hier de dood. 7.870 Japanners en Koreanen, die met hen meevochten, werden gedood of verwond tijdens de bombardementen en nadien tijdens de grondgevechten. Van de bevolking stierven er 200 Marshallezen. Op 6 februari 1944 werd Kwajalein ingenomen door de Amerikaanse troepen. Tot op heden is er een legermacht en een marinebasis van de Amerikanen aanwezig.

## SpaceX
SpaceX had een lanceerbasis voor Falcon 1-raketten op Kwajaleins Omelek-eiland dat deel uitmaakt van de Ronald Reagan Ballistic Missile Defense Test Site. Tussen 2006 en 2009 werden er vijf Falcon 1-raketten gelanceerd, waarvan er twee succesvol hun lading in de ruimte wisten te brengen.
De eilandjes van Kwajalein worden ook regelmatig als doelwit gebruikt voor het testen van ICBM’s die vanuit de Verenigde Staten worden gelanceerd.